# كأس الإنتركونتيننتال 1997
كأس الإنتركونتيننتال 1997 جمعت نسخة عام 1997 في بطولة كأس الإنتركونتيننتال بطل دوري أبطال أوروبا لموسم 1996-97 نادي بوروسيا دورتموند الألماني مع بطل كأس ليبرتادوريس سنة 1997 نادي كروزيرو البرازيلي على الملعب الأولمبي الوطني في العاصمة اليابانية طوكيو ، وحقق بوروسيا دورتموند بعد الفوز بنتيجة 2-0 .

## التفاصيل
| بوروسيا دورتموند                                      | 2–0 | كروزيرو                 |
| ----------------------------------------------------- | --- | ----------------------- |
| مايكل زورك 34' · هيكو هرليش 85' · المدرب · نيفو سكالا |     | المدرب نلسينهو بابتيستا |

| بوروسيا دورتموند | كروزيرو |